# Hermaeophaga mercurialis
Espèce
Hermaeophaga mercurialis est une espèce de coléoptères de la famille des Chrysomelidae, présente en Europe et jusqu'au Proche-Orient, dont l'adulte, monophage, se nourrit de feuilles de Mercuriale vivace (Mercurialis perennis). L'espèce voisine Hermaeophaga cicatrix est quant à elle inféodée à la Mercuriale annuelle (Mercurialis annua).

## Description
De petite taille (2.2 à 3.2 mm), de forme ovale globuleuse, de couleur bleu foncé métallisé. Le pronotum, très bombé, est plus large que long, finement ponctué, et "bordé" vers l'arrière, avec un sillon marqué de deux encoches à ses extrémités. Les élytres sont régulièrement arrondies, légèrement plus longues que larges, sans striées et finement ponctuées. Les antennes, insérées en avant des yeux et entre eux, sont noires, à l'exception des quatre premiers segments, plus clairs et testacés, séparée par une distance correspondant à la longueur de leur premier segment. Les pattes sont noires, aux jointures plus claires, et aux tarses brunes. Le fémur postérieur est épaissi et adapté aux sauts. Les adultes ont des ailes vestigiales, mais ne volent probablement pas activement.

## Écologie

### Habitat
Cette espèce est sylvicole et herbicole, se rencontrant dans les forêts de feuillus ou en lisières, les parcs et les jardins, en lien avec sa plante hôte. Les études de distribution en Grande-Bretagne l'associent avec des sols crayeux, calcaires et secs, suggérant que la larve ne peut passer l'hiver dans des sols lourds et humides. 

### Alimentation

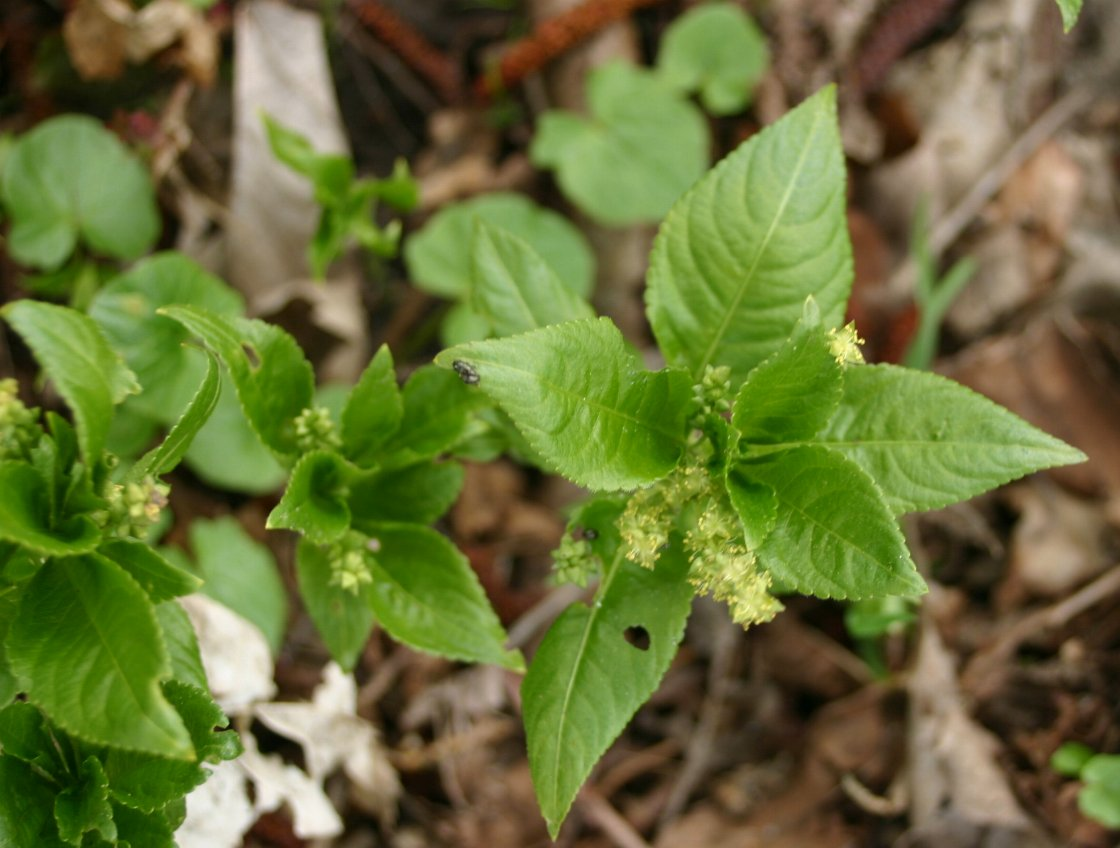
Hermaeophaga mercurialis sur un plant de Mercuriale vivace

Cette espèce est considérée comme monophage, se nourrissant exclusivement de feuilles de Mercuriale vivace (Mercurialis perennis). En Autriche, elle a également été observée sur la Mercuriale à feuilles ovales (Mercurialis ovata).

### Cycle de vie
Il y a une génération par an. Les œufs sont pondus d'avril à juin, et les larves se rencontrent de fin avril à août, se nourrissent des racines de Mercuriale. Les larves de stade II et III forent dans le centre des racines en se nourrissant. La mue adulte a lieu dans des cellules en terre à l'intérieur du sol, soit entre août et septembre, soit après l'hiver. Ainsi, l'hivernage a lieu soit au stade de larve du dernier stade, soit de nymphe, soit adulte, alors dans des touffes de feuilles ou la litière. Les adultes matures sont actifs de mars ou avril, et se repèrent aux petits trous laissés dans les feuilles.

## Répartition
Cette espèce est répartie en Europe, de la France à l'Ouest de la Russie, et du centre des Balkans au Sud de la Scandinavie. Elle a été repérée pour la première fois en Lettonie en 2008. Elle a également été observée en Irlande.  

## Taxonomie
L'espèce a été décrite par l'entomologiste danois Johan Christian Fabricius en 1792, sous le nom de Galleruca mercurialis. Eugène Foudras a créé le nom de genre Hermaeophaga pour mieux le distinguer des Altica en 1860. 
La classification hésite encore quant à la sous-famille, parfois considérée comme Galerucinae, parfois comme Alticinae.  

### Étymologie
Hermaeophaga a été formé à partir du grec Ἑρμῆς, Hermễs, « mercure », et de phaga, du grec ancien φάγος, phágos (« mangeur »), par référence à sa plante nourricière, nommée Mercuriale. C'est également du nom de cette plante que dérive l'épithète spécifique mercurialis.  